# Microctenonyx
Microctenonyx Dahl, 1886 è un genere di ragni appartenente alla famiglia Linyphiidae.

## Distribuzione
Le quattro specie oggi attribuite a questo genere sono state rinvenute nella regione olartica e in Africa occidentale: la specie dall'areale più ampio è la M. subitaneus, reperita in diverse località dell'intera regione.
In Italia è presente l'endemismo pugliese m. apuliae e sono stati reperiti in tutta la penisola e in Sardegna esemplari di M. subitaneus.

## Tassonomia
Considerato un sinonimo anteriore di Aulacocyba Simon, 1926 da un lavoro degli aracnologi Proszynski & Starega del 1971, contra un analogo studio di Wunderlich del 1970 che considera questa denominazione non valida in quanto sinonimo posteriore di Tapinocyba Simon, 1884.
A dicembre 2011, si compone di quattro specie:
- Microctenonyx apuliae (Caporiacco, 1951) — Italia
- Microctenonyx cavifrons (Caporiacco, 1935) — Karakorum
- Microctenonyx evansae (Locket & Russell-Smith, 1980) — Nigeria
- Microctenonyx subitaneus (O. P.-Cambridge, 1875)[4] — Regione olartica (altrove, introdotto)

### Sinonimi
- Microctenonyx alexandrina (O. P.-Cambridge, 1872); questi esemplari, trasferiti qui dal genere Tapinocyba Simon, 1884, sono stati riconosciuti sinonimi di M. subitaneus (O. P.-Cambridge, 1875) a seguito di un lavoro di Bosmans del 1994 (la vecchia denominazione è stata soppressa per mancanza di utilizzo, ICZN, Articolo 79)[1].
- Microctenonyx maderianus (Schenkel, 1938); esemplare, trasferito qui dal genere Gongylidiellum Simon, 1884, riconosciuto sinonimo di M. subitaneus (O. P.-Cambridge, 1875) da un lavoro di Millidge del 1977, attraverso l'ex-genere Aulacocyba[1].
- Microctenonyx parisiensis (Simon, 1884); esemplare riconosciuto sinonimo di M. subitaneus (O. P.-Cambridge, 1875) da un lavoro di Millidge del 1977, attraverso l'ex-genere Aulacocyba[1].
- Microctenonyx pulicarius (Thorell, 1875); esemplare, trasferito qui dal genere Diplocephalus Bertkau, 1883, riconosciuto sinonimo di M. subitaneus (O. P.-Cambridge, 1875) da un lavoro di Millidge del 1977, attraverso l'ex-genere Aulacocyba[1].